# Albert Mériel
Pour les articles homonymes, voir Mériel (homonymie).
Albert Mériel est un homme politique français. Il est maire de Caen du 29 avril 1882 au 14 mai 1892. C'est le premier maire de la ville élu au suffrage universel masculin après la loi du 5 avril 1884. Après dix ans passés à la tête de la ville, il ne se représente pas, impliqué dans un scandale politico-financier.

## Biographie
Albert Auguste Mériel est né le 4 mars 1840 à Caen. Il fait des études de droit à l'université de Caen. Il prête son serment d'avocat à la cour d'appel de Caen le 12 juin 1865. Il enseigne ensuite comme professeur de législation au lycée de Caen en 1867. Il entre au conseil municipal de Caen le 6 janvier 1878. Il est nommé adjoint de Paul Toutain le 5 février 1881. Il prend la suite de son mentor, qui ne se représentait pas, le 29 avril 1882 et continue la politique de « républicanisation » de la cité.
Il est fait chevalier de la légion d'honneur le 12 juillet 1886.
Il débaptise la place royale pour en faire la place de la République. Il fait déplacer la statue de Louis XIV qui s'y trouvait pour la mettre devant le lycée Malherbe.
Il est le premier président de la société nautique de Caen. Il est surnommé par ses administrés le « Bonaparte au petit pied » à cause de son caractère autoritaire. Il est réélu maire le 25 mai 1884 par 25 voix par le conseil municipal après avoir été élu 26e sur 30.
Lors du renouvellement de mai 1888, il arrive en deuxième position en nombre de voix sur la liste républicaine qui est entièrement réélue. Il est réélu maire par 27 voix sur 29 lors de la séance du conseil municipal du 19 mai 1888.
Miné par l'affaire des eaux de Moulines, il ne se représente pas aux élections municipales de 1892. Il disparaît ensuite de la ville. Veuf en 1879 de Marguerite Victorine Levalois, il épouse en secondes noces Marie Louise Dubosq à Houlgate le 28 mai 1892. Lorsque celle-ci meurt à Paris en 1926, il est toujours en vie.
Il meurt à Bernay le 22 avril 1928.

## Le scandale des eaux de Moulines

### Le nouveau système d'adduction d'eau
En tant que maire de Caen, il organise le système d'adduction d'eau de la ville en faisant venir les eaux de Moulines. Il désire « doter la ville d'un service abondant et à prix réduit » car l'approvisionnement se faisait jusqu'alors par un l'intermédiaire d'un concessionnaire privé dont la concession arrive à échéance le 31 décembre 1884. L'ingénieur municipal Jules Verrine propose au conseil municipal le 8 février 1887 un rapport pour l'acheminement des eaux : un système de briques creuses placées à faible profondeur ; la captation des eaux se faisant par drainage. Il est adopté par la ville mais les premiers travaux ne débutent qu'en décembre 1888 avec la construction du réservoir du moulin au roy. À l'autre bout du réseau à Moulines, les travaux prennent aussi du retard à cause des indemnités à verser aux propriétaires des terrains traversés par les canalisations. Ses retards commencent à inquiéter la population tant et si bien que Mériel est obligé de communiquer à ce sujet en mai 1889 : « les travaux se poursuivent avec activité et 600 mètres de canaux sont déjà exécutés ». En 1890 et 1891, le maire de Thury-Harcourt et les usiniers de la Laize intentent séparément des procès contre la ville à cause du système de captage des eaux qui les lèsent. À Caen, certains habitants contestent aussi les canalisations et les raccordements ; ainsi, les habitants de la rue Branville lancent une pétition en mai 1890 pour obtenir un raccordement.

### Le«Panama caennais»
L'accumulation des retards et l'insatisfaction des Caennais poussent Albert Mériel à ne pas se représenter aux élections municipales de 1892, l'affaire est au cœur des élections. Son successeur, Georges Lebret, déclare juste après son élection qu'il va « éclaircir l'affaire ». L'ingénieur Jules Verrine, à l'origine du projet, décède le 13 mai 1893. Selon la rumeur publique, « il aurait envoyé une confession au nouveau maire avant de mourir ». La presse caennaise se déchaîne et lance une véritable cabale contre l'ancien maire, le Bonhomme normand parle « d'irrégularités d'écriture portant sur des grosses sommes ». Le maire Georges Lebret est obligé de commander un rapport sur la situation. Il doit être présenté devant le conseil municipal le 7 juillet 1893 mais sa présentation est finalement différée au dernier moment. Elle a lieu le 11 octobre 1893 et le conseil municipal décide d'en confier les conclusions à sa commission des finances. Cette dernière présente ses conclusions lors du conseil municipal du 31 octobre 1893 : 68 000 francs ont été détournés depuis 1889, date du premier détournement. Avec les intérêts, cette somme monte à 73 000 francs. En juin 1892, la mairie a récupéré « anonymement » 43 600 francs. En conséquence, le conseil municipal blâme « les irrégularités commises par la précédente administration » et le maire demande en plus au ministre des finances d'envoyer un inspecteur des finances afin d'examiner les comptes de la ville pour la période 1882-1892. Le scandale éclate au grand jour et la justice se saisit de l'affaire. Albert Mériel est arrêté le 13 novembre 1893 et écroué. Le rapport de l'inspecteur des finances sur « les faits qui constitueraient des traités fictifs » est présenté au conseil municipal le 24 novembre 1893; il met en lumière que les « livres de délibération étaient altérés par surcharge et grattage ». Deux jours plus tard, le journal La Croix du Calvados demande la démission de tous les conseillers municipaux en poste sur la période incriminée et qui sont encore membre du conseil, sa une est reproduite et placardée sur les murs de la ville. Vingt des trente conseillers municipaux démissionnent.
Le conseil municipal adopte le 1er décembre 1893 un projet de régularisation de la situation financière des sommes reversées par Mériel. Ce dernier est convoqué devant les assises du Calvados le 22 février 1894 pour faux en écriture. Il s'y présente « vieilli de 15 ans ». Il est acquitté à la surprise générale par les jurés alors que l'avocat général réclamait une condamnation. On apprend durant le procès qu'il a commis, et reconnu, plusieurs détournements entre septembre 1889 et le 29 avril 1894, soit deux jours avant les élections municipales. Ces détournements portaient sur des sommes allant de 1 500 francs à 10 000 francs. Il explique son geste par la nécessité de « faire des arrangements ».
Malgré son acquittement, le barreau de Caen le raye de ses listes. Il est ensuite rayé de l'ordre de la légion d'honneur le 8 juillet 1894.